# オーストリア放送協会
オーストリア放送協会（オーストリアほうそうきょうかい、独: Österreichischer Rundfunk、ORF）は、オーストリアの公共放送局で、正月に開催されるウィーンフィル・ニューイヤーコンサートの中継映像制作企業でもある。

## 沿革

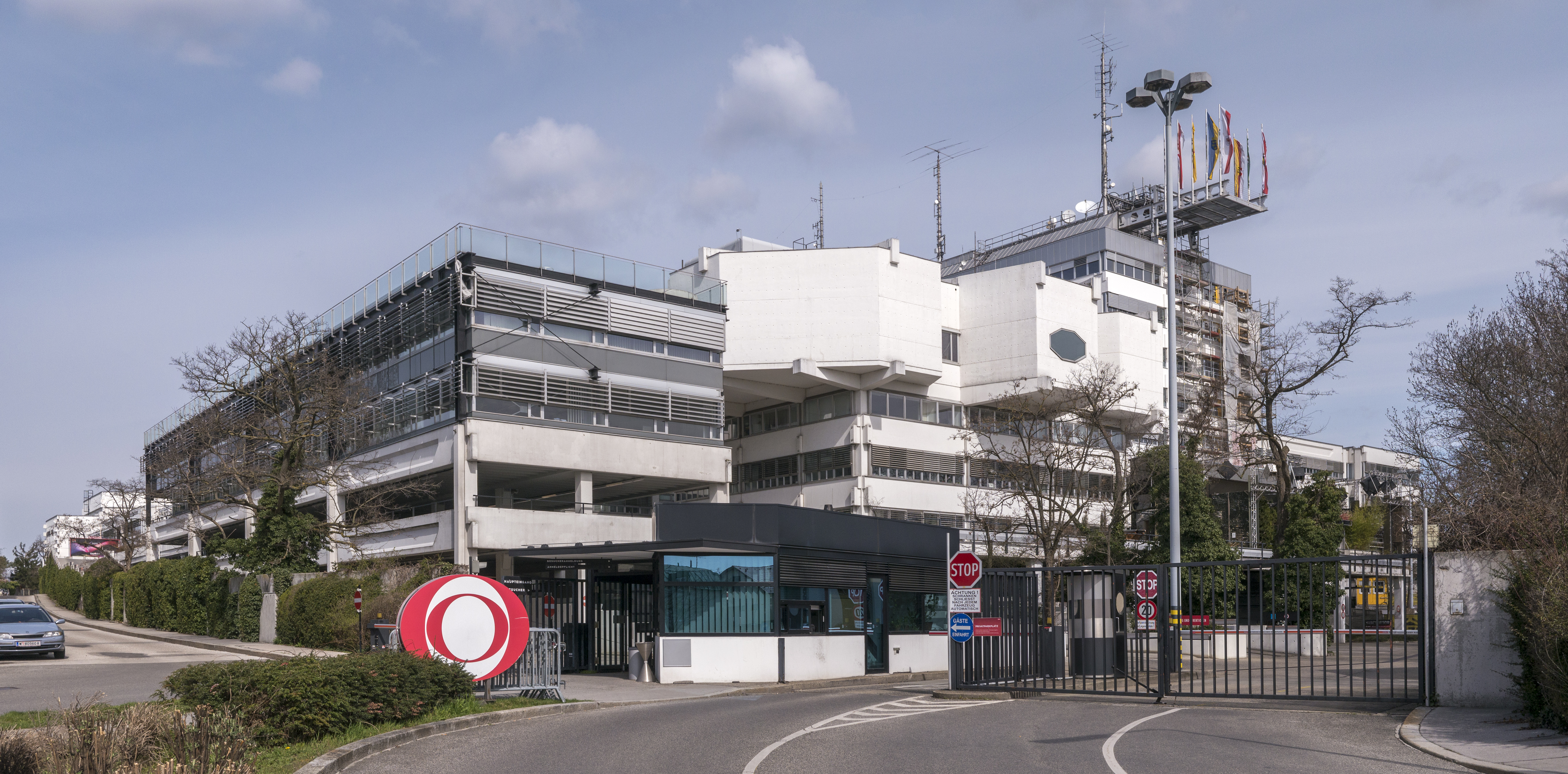
オーストリア放送協会本部

オーストリアでは初のラジオ放送局「Radio Hekaphon」が1923年に試験放送を実施、1924年には連邦政府とウィーン市、民間銀行が合弁で公共ラジオ放送局「RAVAG（Radio-Verkehrs-Aktiengesellschaft ("Radio Communication Company Ltd"）」を開局、正式に免許を得て放送を開始した。その後、戦争省ビル内からラジオ・ウィーンも開局、1924年末には聴取者約3万人、1925年には10万人となった。1934年に第一共和国が廃止され独裁的なオーストロファシズム体制が導入された際、RAVAGスタジオは2月内乱の戦場となった。1935年より新放送拠点ラジオ文化館（Radiokulturhaus、現在のFunkhaus Wien）が建築され、放送が再開。当時の政府はRAVAGをナチスのプロパガンダに利用した。
1945年の終戦後の連合軍軍政期にRAVAGがラジオ放送を再開、新ラジオ・ウィーンも再開した。Funkhaus Wienはウィーンのソビエト連邦管理地区にあり、RAVAG/ラジオ・ウィーンは冷戦時代も東側のプロパガンダを継続したため、西側諸国は自国系の放送局を創設した。
1955年にローカル放送局数局が統合し、「オーストリア放送連合（Österreichisches Rundspruchwesen ("Austrian Broadcasting Entity") ）」が発足、その後、1958年に「オーストリア放送協会（Österreichischer Rundfunk GmbH）」と改称。現在のORFの前身組織となった。
1967年と2015年にユーロビジョン・ソング・コンテストを制作。

## テレビ放送
テレビ放送は1955年にORF1が開局。1961年にFS2（現在のORF2）も開局。2005年にTW1（旅行・天気専門放送局）を買収、2011年にORF IIIと改称。2000年にTW1が開始したスポーツ専門放送も現在、ORF傘下でORF Sport +として放送されている。イタリア領ボルツァーノ自治県（南ティロル）（かつてのオーストリア＝ハンガリー帝国領）のドイツ語話者住民のための放送も行っており、「Südtirol Heute（「今日の南ティロル」）というニュース番組が制作・放送されている。
- ORF 1
- ORF2
- ORF III
- ORF SPORT+
- 3Sat：ARD、ZDF、SRFとの連携

## ラジオ
ラジオ放送は1964年の国民投票を経て、1967年にÖ1、Ö2、Ö3（Österreich 1、Österreich 2、Österreich 3）の3波に整理され、それぞれ「総合」「地域」「音楽」チャネルとなった。Ö2は「Radio Salzburg」など、現在は連邦州（Bundesland）ごとに9局のローカル放送局名で呼称されている。
1995年より若者向けのFM4を開始。
これらすべてのラジオ放送は地上波ではFM波と、デジタル衛星放送（SES放送衛星アストラ19.2°E）を通じて放送されている。またÖ1は一部短波放送でも国際放送「Ö1 International」として放送されている。
- Ö1
- Hitradio Ö3
- FM4
- 旧Ö2地域放送
  - Radio Burgenland
  - Radio Kärnten
  - Radio Niederösterreich
  - Radio Oberösterreich
  - Radio Salzburg
  - Radio Steiermark
  - Radio Tirol
  - Radio Vorarlberg
  - Radio Wien
  - Radio Slovenski

## ロゴ
ORFの最初のロゴマークは「ORFアイ（眼）」と呼ばれ、1968年にオーストリアのイラストレーター、エリック・ソコルによってデザインされた（de）。 彼は1992年まで局のチーフデザイナー、アートディレクターとして勤務した。1992年にORFはイギリスのグラフィックデザイナー、ネヴィル・ブロディに依頼し、現在の「ORFブリック（レンガ）」と呼ばれるロゴを制作した。

ORFアイ（眼）(1968–1992; 2011年までときどき使用)
画面上のロゴタイプ (1968–2000)
ORFブリック（レンガ） (1992–現在)

## 海外姉妹放送局・提携局
- 東京メトロポリタンテレビジョン （番組交換協定締結局）